# The Rolling Stones 3rd British Tour 1964
The Rolling Stones 3rd British Tour 1964 – piąta w historii i trzecia z sześciu tras odbytych w 1964 przez grupę The Rolling Stones. Podczas tej trasy odbył się też pierwszy koncert zespołu w Europie poza Wyspami Brytyjskimi (w Holandii).

## The Rolling Stones
- Mick Jagger – wokal prowadzący, harmonijka
- Keith Richards – gitara, wokal wspierający
- Brian Jones – gitara, harmonijka, wokal wspierający
- Bill Wyman – gitara basowa, wokal wspierający
- Charlie Watts – perkusja, instrumenty perkusyjne

## Lista koncertów
| Data             | Miasto           | Kraj              | Miejsce                                                   |
| ---------------- | ---------------- | ----------------- | --------------------------------------------------------- |
| 1 sierpnia 1964  | Belfast          | Irlandia Północna | Longleat House przerwany po 12 minutach z powodu histerii |
| 3 sierpnia 1964  | Belfast          | Irlandia Północna | Longleat                                                  |
| 7 sierpnia 1964  | Londyn           | Anglia            | Athletic Ground                                           |
| 8 sierpnia 1964  | Scheveningen     | Holandia          | Kurhaus, Kurzaal                                          |
| 9 sierpnia 1964  | Manchester       | Anglia            | New Elizabethan Ballroom                                  |
| 10 sierpnia 1964 | New Brighton     | Anglia            | New Brighton Tower                                        |
| 13 sierpnia 1964 | Douglas          | Wyspa Man         | Palace Ballroom                                           |
| 18 sierpnia 1964 | Saint Peter Port | Guernsey          | New Theatre Ballroom                                      |
| 19 sierpnia 1964 | Saint Peter Port | Guernsey          | New Theatre Ballroom                                      |
| 20 sierpnia 1964 | Saint Peter Port | Guernsey          | New Theatre Ballroom                                      |
| 21 sierpnia 1964 | Saint Helier     | Jersey            | Springfield Hall                                          |
| 22 sierpnia 1964 | Saint Helier     | Jersey            | Springfield Hall                                          |